# Condado de Lee (Carolina del Norte)
El condado de Lee (en inglés: Lee County, North Carolina), fundado en 1907, es uno de los 100 condados del estado estadounidense de Carolina del Norte. En el año 2000 tenía una población de 49 040 habitantes con densidad poblacional de 74 personas por km². La sede del condado es Sanford.

## Geografía
Según la Oficina del Censo, el condado tiene un área total de 671 km² (259,1 mi²), de la cual 666 km² (257,1 mi²) es tierra y 5 km² (1,9 mi²) es agua.

### Municipios
El condado se divide en siete municipios:
Municipio de Greenwood, Municipio de Jonesboro, Municipio de Cape Fear, Municipio de Deep River, Municipio de East Sanford, Municipio de West Sanford, Municipio de Pocket.

### Condados adyacentes
- Condado de Craven - noreste
- Condado de Chatmam - norte
- Condado de Harnett - sureste
- Condado de Moore - suroeste

## Demografía
En el 2000 la renta per cápita promedia del condado era de $38 900, y el ingreso promedio para una familia era de $45 373. El ingreso per cápita para el condado era de $19 147. En 2000 los hombres tenían un ingreso per cápita de $32 780 contra $23 660 para las mujeres. Alrededor del 12.80% de la población estaba bajo el umbral de pobreza nacional.

## Lugares

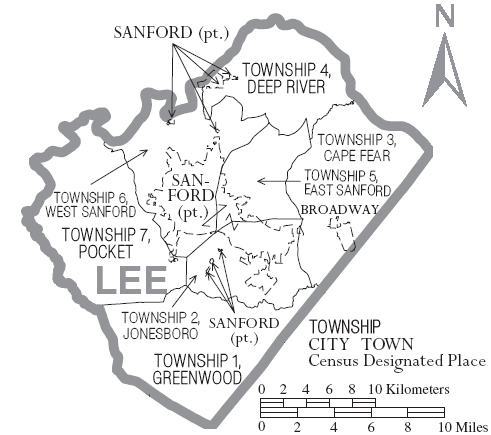
Mapa del Condado de Lee en Carolina del Norte con sus municipios

### Ciudades y pueblos
- Broadway
- Cumnock
- Sanford
- Lemon Springs
- Tramway

## Economía
- El condado es una de las principales áreas de fabricación de ladrillo en Estados Unidos.
- Algodón y el tabaco están provocando los mayores cultivos del Condado.